# Adélard Fontaine
Pour les articles homonymes, voir Fontaine.
Joseph-Théophile-Adélard Fontaine K.C., B.A., LL.L. (30 novembre 1892-21 novembre 1967) est un avocat et homme politique fédéral du Québec.

## Biographie
Né à Saint-Thomas-d'Aquin, municipalité fusionnée à Saint-Hyacinthe en 2002, en Montérégie, il effectua ses études au Séminaire de Saint-Hyacinthe et à l'Université Laval de Québec. Il devint membre du Conseil du Roi en 1929.
Lors des élections de 1930, il devint député du Parti libéral du Canada dans la circonscription de Saint-Hyacinthe—Rouville. Réélu dans la nouvelle circonscription de St-Hyacinthe—Bagot en 1935 et en 1940, il démissionna le 27 juillet 1944.